# Homme de Chimalhuacán
L'Homme de Chimalhuacán est le nom donné à un squelette fossile d'Homme moderne trouvé en 1984 à Chimalhuacán, près de la ville de Mexico, au Mexique. Il est daté de la fin du Pléistocène supérieur, vers 12 600 ans avant le présent (AP).

## Situation

Le plateau de Mexico était autrefois occupé par un grand lac, aujourd'hui entièrement drainé.

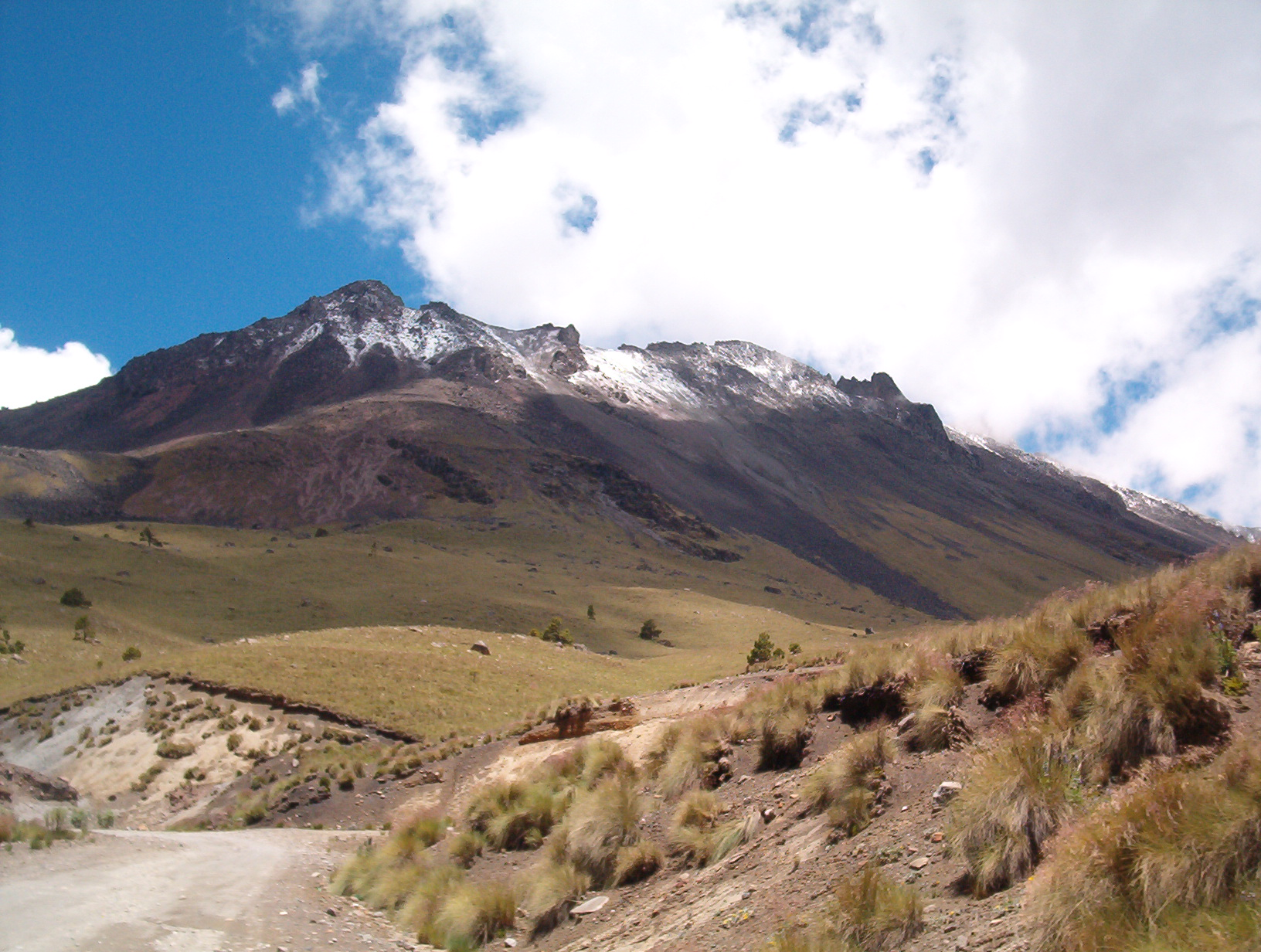
Volcan Nevado de Toluca, État de Mexico

Chimalhuacán se trouve dans l'État de Mexico, sur le plateau de Mexico, situé à 2 250 m d'altitude. La municipalité fait partie de la grande banlieue de Mexico, à l'est de la ville.
La région de Mexico est riche en sites préhistoriques. À la fin du Pléistocène supérieur, des groupes de chasseurs-cueilleurs vivaient près d'un grand lac peu profond, le lac Texcoco, autour duquel ils trouvaient des ressources végétales et des animaux à chasser.

## Historique
C'est en 1984 que furent mis au jour les ossements de l'Homme de Chimalhuacán.

## Description
Le squelette de Chimalhuacán est l'un des plus complets et des mieux préservés des fossiles humains du Pléistocène supérieur trouvés à ce jour au Mexique.

## Datation
Ce squelette fossile, ainsi que de nombreux ossements de mammouths et autres représentants de la mégafaune du Pléistocène (smilodons ou tigres à dents de sabre, bisons, glyptodons, camélidés et équidés) trouvés dans la même région centrale de Mexico, sont tous datés par le carbone 14 de la même époque, vers 12 600 ans AP, et ont tous été tués par la troisième et dernière éruption plinienne du volcan Nevado de Toluca, situé à l'ouest de Mexico, un des quatre plus hauts volcans du Mexique. Cette éruption volcanique, la plus massive de l'époque récente, aurait tué en masse la faune locale, notamment les mammouths qui vivaient autour des nombreux lacs et lagunes existant à cette époque, ainsi que de nombreux humains, parmi lesquels l'Homme de Tlapacoya et l'Homme du métro Balderas, également trouvés dans la région de Mexico,.